# LPRC Oilers
Oilers Sports Association LPRC Oilers w skrócie LPRC Oilers – liberyjski klub piłkarski grający w liberyjskiej pierwszej lidze, mający siedzibę w mieście Monrovia.

## Sukcesy
- I liga[1]:
  - mistrzostwo (7): 1991, 1992, 1999, 2002, 2005, 2019, 2021

- Puchar Liberii[2]:
  - zwycięstwo (6): 1988, 1989, 1993, 1999, 2000, 2005
  - finał (2): 1994, 2009

- Superpuchar Liberii[3]:
  - zwycięstwo (1): 2002

## Występy w afrykańskich pucharach
| Sezon     | Rozgrywki                 | Runda       | Kraj                     | Klub                               | Dom | Wyjazd | Dwumecz                    |
| --------- | ------------------------- | ----------- | ------------------------ | ---------------------------------- | --- | ------ | -------------------------- |
| 1987      | Puchar Zdobywców Pucharów | 1           | Togo                     | Entente II                         | 0–0 | 1–1    | 1–1                        |
| 1989      | Puchar Zdobywców Pucharów | 1           | Kamerun                  | Panthère Sportive du Ndé Bangangté | 2–0 | 0–0    | 2–0                        |
| 1989      | Puchar Zdobywców Pucharów | 2           | Wybrzeże Kości Słoniowej | ASI Abengourou                     | 2–0 | 2–3    | 4–3                        |
| 1989      | Puchar Zdobywców Pucharów | ćwierćfinał | Kenia                    | Gor Mahia                          | 0–0 | 1–3    | 1–3                        |
| 1990      | Puchar Zdobywców Pucharów | 1           | Sierra Leone             | East End Lions FC                  | 0–0 | 0–1    | 0–1                        |
| 1992      | Puchar Mistrzów           | wstępna     | Sierra Leone             | Mighty Blackpool FC                | 1–0 | 1–3    | 2–3                        |
| 1993      | Puchar Mistrzów           | wstępna     | Togo                     | Étoile Filante de Lomé             | –   | –      | walkower dla LPRC Oilers   |
| 1993      | Puchar Mistrzów           | 1           | Tunezja                  | Club Africain                      | –   | –      | walkower dla Club Africain |
| 1994      | Puchar Zdobywców Pucharów | 1           | Mauretania               | ASC Snim                           | –   | –      | walkower dla LPRC Oilers   |
| 1994      | Puchar Zdobywców Pucharów | 2           | Gabon                    | Mbilinga FC                        | –   | –      | walkower dla Mbilingi FC   |
| 1999      | Puchar Zdobywców Pucharów | wstępna     | Benin                    | Mogas 90 FC                        | 1–0 | 0–0    | 1–0                        |
| 1999      | Puchar Zdobywców Pucharów | 1           | Gwinea                   | AS Mineurs                         | 1–0 | 0–1    | 1–1 (k. 3–4)               |
| 2006      | Liga Mistrzów             | wstępna     | Senegal                  | ASC Diaraf                         | 0–0 | 2–3    | 2–3                        |
| 2019/2020 | Liga Mistrzów             | wstępna     | Senegal                  | Génération Foot                    | 1–0 | 0–3    | 1–3                        |
| 2021/2022 | Liga Mistrzów             | wstępna     | Togo                     | ASKO Kara                          | 3–0 | 1–2    | 4–2                        |
| 2021/2022 | Liga Mistrzów             | 1           | Maroko                   | Raja Casablanca                    | 0–2 | 0–2    | 0–4                        |
| 2021/2022 | Puchar Konfederacji       | play-off    | Południowa Afryka        | Orlando Pirates                    | 3–0 | 1–2    | 4–2                        |

## Stadion
Domowe mecze klub rozgrywa na stadionie o nazwie Antoinette Tubman Stadium w Monrovii, który może pomieścić 15 000 widzów.

## Reprezentanci kraju grający w klubie od 1990 roku
Stan na styczeń 2023.
| - Joseph Amoah - Shelton Barlee - Ben Benaiah - Johnny Bleedee - Varney Boakay - Fred Brooks - Teah Dennis - Sackie Doe - Sampson Dweh - Himie Freeman - Myers Garlo - Patrick Granue - Alpha Jalloh - William Jebor - Prince Jetoh - Fallah Johnson - Nuwo Johnson - Fofee Kamara - Melvin Kicmett - Jegbay Konneh - Varmah Kpoto - Alvin Maccornell - Sekou Manubah - Steven Mennoh - Bobby Niare - Augustine Otu | - Stanley Parker - Boye Pratt - Isaac Pupo - James Soto Roberts - Abel Quioh - Terry Sackor - Varney Sando - Nestor Sandy - Rufus Salue - Frank Seator - Quiah Sholee - Aloysius Simujla - Ebenezer Solo - Tarkpor Sonkaley - Saylee Swen - Robert Teah - Jacob Toe - Isaac Tondo - Solomon Wesseh - Prince Wlame - Alex Whittemore - Rashidi Williams - Daniel Woto - Gardiehbey Zeo - Trokon Zeon - James Zortiah |